# Холл, Гэс
Гэс Холл, правильнее Гас Холл (англ. Gus Hall; полное имя при рождении фин. Arvo Kustaa (Gustav) Halberg, А́рво Гу́став Ха́лберг; 8 октября 1910 — 13 октября 2000) — американский политик, оратор и публицист, руководитель Коммунистической партии США.

## Биография
Арво Густав (Кустаа) Халберг родился в Миннесоте в семье эмигрантов из Лапуа в Российской империи (его родители были марксистами, членами «Индустриальных рабочих мира», в 1919 году вступили в Компартию США), по происхождению финн. Был одним из 10 детей в семье. В 14 лет начал трудовую деятельность. Сначала работал лесорубом, потом в горнорудной промышленности, на строительстве дорог, на железнодорожном транспорте и сталелитейном заводе.
В 1924 году вступил в американский комсомол, а в 1927 году вступил в Коммунистическую партию США. Занимался организацией комсомола.
В 1931 году приехал в СССР и два года учился в Международной ленинской школе, Институте Маркса—Энгельса—Ленина.
В 1933 году вернулся в США, включившись в организации голодных маршей, демонстраций в поддержку фермеров и рабочих забастовок в родном штате, включая знаменитую забастовку водителей грузовиков, переросшую во всеобщую стачку в Миннеаполисе 1934 года (возглавляемую Фаррелом Доббсом из троцкистской Коммунистической лиги Америки), из-за чего на полгода угодил в тюрьму и попал в «чёрный список». Именно это заставило его в 1934 году переехать в штат Огайо и сменить имя на Гэс Холл. В Огайо он сумел получить работу на металлургическом заводе в Янгстауне, и немедленно начал организацию профсоюза — Организационного комитета профсоюзов, а в 1937 году в Чикаго организовал забастовку в День поминовения (последний понедельник мая) против компании Рипаблик стил, которая окончилась тем, что полиция открыла огонь, убив десять человек, а 90 человек были ранены.
После этого Гэса Холла арестовало ФБР, которое обвинило его в перевозке материалов для изготовления бомбы для готовившегося якобы взрыва на заводе Рипаблик стил в Уоррене. Но под давлением рабочих забастовок обвинения были сняты, а Холл выпущен на свободу. Результатом расстрелянной забастовки стало то, что Холл сумел привлечь в профсоюз 10 тысяч новых членов.
В 1935 году он женился на Элизабет Тернер, одной из первых женщин-металлургов, секретаре Организационного комитета профсоюзов. У них родились двое детей, Арво и Барбара.
В 1938 году Гэс Холл покинул должность в профсоюзе и возглавил отделение Коммунистической партии США в Янгстауне, штат Огайо.
В августе 1939 года был подписан пакт о ненападении между СССР и нацистской Германией, после чего от компартии отвернулась значительная часть её сторонников, но Холл остался с коммунистами.
В 1941 году был избран председателем городской организации компартии в крупном индустриальном центре городе Кливленде.
Во время Второй мировой войны Гэс Холл пошёл добровольцем в ВМС США (в 1942 году) и служил на тихоокеанском театре военных действий.
После демобилизации в 1946 году он был избран в Секретариат Национального комитета Американской компартии. Также он вновь возглавил отделение КП США в Кливленде, а через некоторое время стал председателем окружной организации КП США в штате Огайо.
22 июля 1948 года Холл и ещё 11 руководителей КП США были обвинены в соответствии с Законом Смита в «заговоре с целью обучить и поддержать свержение правительства США с помощью насилия», причем Гэсу Холлу вменялась защита марксистской теории. Холл был приговорен к пяти годам тюремного заключения и крупному денежному штрафу.
Гэс Холл сбежал от ареста в Мексику, и в 1950 году был избран Национальным (генеральным) секретарем КП США, однако осенью 1951 года он был арестован мексиканскими властями и агентами ФБР по обвинению в организации заговора против правительства США, где к его приговору прибавили ещё три года. В марте 1957 года он вышел из федеральной тюрьмы Форт Ливенуорт (штат Канзас). До апреля 1959 года находился под домашним арестом без права на политическую деятельность.
В 1959 году становится Генеральным секретарём КП США. Его задачей было восстановить компартию после её разгрома в годы маккартизма. Защищая легальность партии, он выступал на многотысячных митингах на Западном побережье США. Холл выступал в студенческих кампусах и телевизионных ток-шоу, защищая социализм для США.
В 1962 году был вновь арестован и привлечён к суду за отказ зарегистрироваться в качестве должностного лица Компартии США, потом освобожден под залог. В 1966 году судебное преследование было прекращено. В этом же году он впервые после войны приехал в Советский Союз, где встретился с Л. И. Брежневым.
На президентских выборах 1964 года поддерживал демократа Линдона Джонсона в противовес республиканцу Барри Голдуотеру, выступавшему с агрессивными заявлениями в адрес Советского Союза и коммунистов.
В ноябре 1983 года на XXIII съезде Компартии США Холл резко осудил политический курс Рональда Рейгана, который он считал милитаристским и ведущим к ядерной войне. Холл призвал американский народ создать единый фронт всех демократических сил страны против империалистических кругов США.
С 1988 года был Национальным председателем Компартии США.
В 2000 году Гэс Холл скончался от сахарного диабета.

## Политика

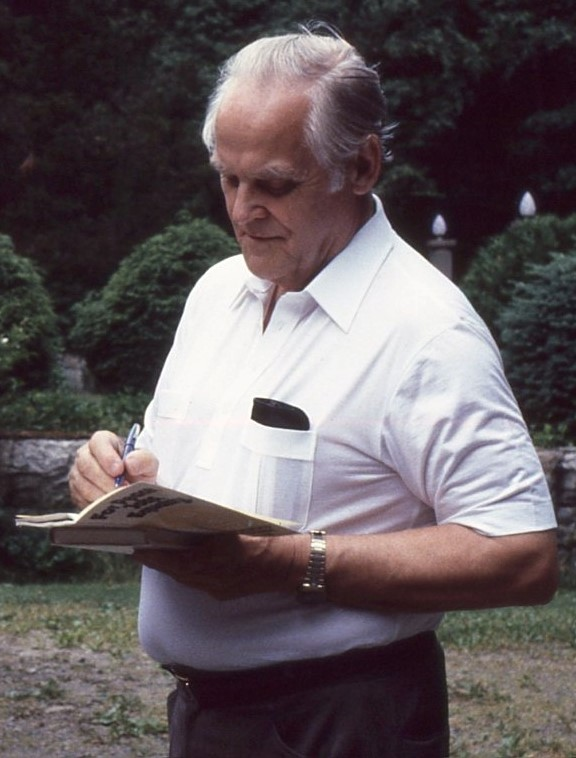
Холл в 1984 году

Четырежды (в 1972, 1976, 1980 и 1984 гг.) выдвигался на пост президента страны от различных левых сил.
Автор книг и публикаций по вопросам политики, экономики и межнациональных отношений в Америке.
Советско-российский экономист и американист Станислав Меньшиков вспоминал: «Это был хорошо образованный человек, автор нескольких книг по теории капитализма и практике рабочего движения. Он много выступал в рабочих и студенческих аудиториях, часто участвовал в радиодебатах. Преследования властей и другие факторы (в том числе разоблачения И.В Сталина Н. С. Хрущёвым) привели к сокращению числа членов Компартии США со 100 тысяч и более в 1930-х годах до 15 тысяч в 1980-х), но Гэс Холл не менял своих убеждений. Не сделал он этого и после распада СССР, виня в этом М. Горбачева и Б. Ельцина, которых называл „командой разрушителей“».
Гэс Холл до конца жизни являлся убеждённым коммунистом. Он был сторонником марксизма-ленинизма. К Сталину он относился с уважением, считая, что масштабы репрессий в его период были преувеличены Хрущёвым, Горбачевым и Ельциным, говоря, «что даже у такой великой личности, как Сталина, могли быть ошибки, но они были сильно преувеличены врагами социализма». Считал доклад Хрущева на XX съезде КПСС «О культе личности и его последствиях» самой большой ошибкой СССР, но несмотря на это, он в годы советско-китайского раскола поддерживал СССР.
Считал, что социализм в США может быть построен на традициях американской демократии, укорененных в «Билле о правах» (первые 10 поправок к конституции).
Из президентов США Холл уважал Джорджа Вашингтона, Томаса Джефферсона, Авраама Линкольна, Франклина Рузвельта и Джона Кеннеди. Требовал расследования убийств Джона Кеннеди, Мартина Лютера Кинга и Роберта Кеннеди.
Поддерживал ввод советских войск в Венгрию (1956), Чехословакию (1968) и Афганистан (1979).
Очень настороженно относился к «новым левым», хотя компартия США и пользовалась их поддержкой. Но особенно настороженно он относился к движению хиппи, считая их мелкобуржуазным движением, не меняющим устои капитализма. В 1960-е и 1970-е годы Гэс Холл активно выступал против участия США во Вьетнамской войне.

В 1989 году крайне резко раскритиковал политику Перестройки М. С. Горбачёва, назвав её реставрацией капитализма. О распаде СССР и запрете КПСС Г. Холл дал комментарий для еженедельника «Цайт» (ФРГ): 
«Состояние хаоса, в котором оказался сегодня Советский Союз, не имеет аналогов в истории. Никто не ожидал, что кризис разразится именно сейчас. Волна антикоммунизма и охоты на ведьм, захлестнувшая социалистическую страну, нас, мягко выражаясь, ошеломила. Запрет коммунистической партии и прочие формы преследований, направленные против демократии, означают, что развертывается широкомасштабное и губительное по своим последствиям наступление на права советских людей.
Коммунисты Соединенных Штатов уже сталкивались с таким политическим безумием. В пятидесятые годы, в период маккартистского террора, они и сами подвергались гонениям и арестам. И те из нас, кто провел долгие годы жизни за тюремными решетками, с озабоченностью наблюдают за событиями, развертывающимися в Советском Союзе.
Антикоммунистическая истерия, разжигаемая в бывшем СССР, — не что иное, как попытка отвлечь внимание советских граждан от ошибок, совершаемых в сфере экономики правительством страны, завуалировать тот факт, что взят курс на капитализм. Однако такие газетные заголовки, как, например, „Коммунизм умер“, говорят лишь о стремлении выдать желаемое за действительное. Трудности, переживаемые Восточной Европой, отнюдь не свидетельствуют о кончине социализма ни в Советском Союзе, ни где бы то ни было в мире. Они не оказывают влияния на ход Истории, неудержимо ведущей общество к прогрессу. И так же как на смену рабству пришел капитализм, так и на смену капитализму придет социализм.
Со времени своего возникновения Советский Союз оказывал решающее и прогрессивное влияние на события, происходящие в мире. Он существенным образом содействовал глобальному отступлению империалистических государств. До сих пор империализм, а в особенности империализм США, был вынужден считаться в своей политической стратегии с военной мощью, влиянием и престижем Советского Союза. Но если в результате распада СССР этот противовес исчезнет, то — могу предсказать это заранее — капиталистические страны станут ещё агрессивнее и бесцеремоннее по отношению к своим партнерам по переговорам.

И всё-таки социализм не при смерти. Его можно сравнить с садом, где растут однолетние и многолетние цветы; естественному росту последних никакими средствами воспрепятствовать невозможно. Социализм — один из таких неискоренимых цветков в саду гуманизма».
В 1990-х годах выступал за сохранение марксистско-ленинского направления Коммунистической партии США. В эти годы разорвал все отношения с Анджелой Дэвис (Гэс Холл и Анджела Дэвис были знакомы с начала 1970-х), которая в 1992 году вышла из компартии США.
Был противником однополых браков и прав для ЛГБТ, считая это движение «буржуазным вырождением». Из-за этой позиции он вступил в борьбу с молодой частью компартии США, которая считала, что компартия США должна бороться за права ЛГБТ. Вся борьба кончилась тем, что в 2004 году (через четыре года после смерти Холла) компартия США объявила о поддержке однополых браков.
В августе 1991 года поддержал Августовский путч, организованный ГКЧП против политики Горбачёва.
В 1999 году выступил против бомбардировок Югославии авиацией НАТО.

## Награды
- юбилейная медаль «В ознаменование 100-летия со дня рождения В. И. Ленина» (1970)
- орден Ленина (1977)
- 2 ордена Дружбы народов (07.10.1975; 06.11.1980)